# Hoël II de Bretagne
Ne doit pas être confondu avec Hoël II.
Hoël II dit Houel Huuel en breton et Hoël de Cornouaille en français (1030 - 13 avril 1084), fils aîné d’Alain Canhiart, comte de Cornouaille, et de Judith, fille et héritière de Judicaël, comte de Nantes, fut comte de Cornouaille et de Nantes, puis duc de Bretagne de 1066 à 1084. 

## Comte de Cornouaille
Il devient comte de Cornouaille à la mort de son père en 1058, et comte de Nantes, domaine qu’il administrait déjà, avant le décès de sa mère, en 1063. Afin de renforcer le contrôle de la maison de Cornouaille sur le Nantais, il fait élire en 1059, puis consacrer en 1061 comme évêque de la cité son frère puîné Guérech. À la mort de Guérech en 1078, son frère cadet Benoît, abbé de Sainte-Croix de Quimperlé depuis 1066, lui succède à la tête de l’évêché.
Entre 1062 et 1066, Hoël comte de Nantes donne l'île de Danreau à l'abbaye Saint-Nicolas d'Angers représentée par son abbé Hamon (vers 1062-1079) ; devenu duc de Bretagne, il confirme cette donation le 9 avril 1079.

## Duc de Bretagne
Avant 1058, Hoël avait épousé Havoise de Bretagne, fille du duc Alain III de Bretagne et sœur de Conan II de Bretagne. À la mort de ce dernier, il devient donc  du droit de son épouse duc de Bretagne le 11 décembre 1066. Seul le comté de Rennes échappe à son autorité, ayant été donné au comte Geoffroy Grenonat, un fils illégitime d’Alain III. 
Pendant le principat de Hoël, les seigneurs bretons ayant participé à la conquête normande de l'Angleterre avec Guillaume le Conquérant obtiennent des fiefs importants en Angleterre. C'est à cette occasion qu'Alain le Roux, fils d'Éon Ier de Penthièvre, obtint l'honneur de Richmond, Geoffroy de La Guerche reçoit des domaines dans les comtés de Leicester et de Warwick et Raoul Ier de Fougères des terres dans le Surrey, le Devon, le Buckinghamshire le Norfolk et le Suffolk.
Le début de son règne est calme, mais son épouse Havoise meurt en 1072. Hoël doit alors faire face entre 1075 et 1077 à une révolte des féodaux bretons menés par Geoffroy Boterel fils d’Éon Ier de Penthièvre, Geoffroy Grenonat, Eudon Ier de Porhoët, des seigneurs de Haute-Bretagne mais aussi de son fief patrimonial de Cornouaille.
En 1075 Geoffroy Grenonat et Raoul de Gaël, expulsé d'Angleterre pour conspiration, s'emparent de Dol-de-Bretagne. Hoël ne vient à bout des rebelles qu’avec l’aide de Guillaume le Conquérant qui vient même assièger Dol-de-Bretagne en septembre 1076 officiellement pour soutenir l'archevêque Juhel. L'arrivée du roi Philippe Ier de France et du duc d'Aquitaine oblige finalement Guillaume de Normandie à se retirer. En 1077 Hoël est brièvement captif des rebelles avant d'être délivré par son fils Alain Fergent qui bat les révoltés. La rébellion ne se termine véritablement qu'avec la mort d'Eon Ier de Penthièvre en 1079.  
Entre 1072 et 1078 Hoël effectue un pèlerinage à Rome « sur la tombe des apôtres » sans que l'on ait aucun détail sur la cause ou les résultats de cette visite . Toutefois en 1078 le Pape Grégoire VII demande conjointement à  « Hoël duc de Bretagne, Geoffroi, comte de Rennes et Geoffroi Boterel, fils d'Eudes de Penthièvre » de soutenir son entreprise de réforme de l'église.
Le duc Hoël réside à Quimper à Auray et à Nantes avec sa cour parmi laquelle on relève la présence d’un « citharista » c'est-à-dire d'un harpiste nommé Cadiou. Entre 1079 et 1084 il fonde un prieuré à Landugen dépendant de l'Abbaye Sainte-Croix de Quimperlé. Hoël meurt le 13 avril 1084.

## Union et postérité
De son union avant 1058 avec Havoise de Bretagne naquirent cinq enfants :
1. Alain Fergent, duc de Bretagne ;
2. Mathias II, comte de Nantes ;
3. Eudon, cité dans un acte du cartulaire de Redon en 1089 ;
4. Adèle II, abbesse de l'abbaye Saint-Georges de Rennes de 1085 à sa mort le 14 octobre 1152 ;
5. Havoise, connue par un acte du cartulaire de l’abbaye Saint-Georges de Rennes de 1085.